# Weihnachtsorkan 1902

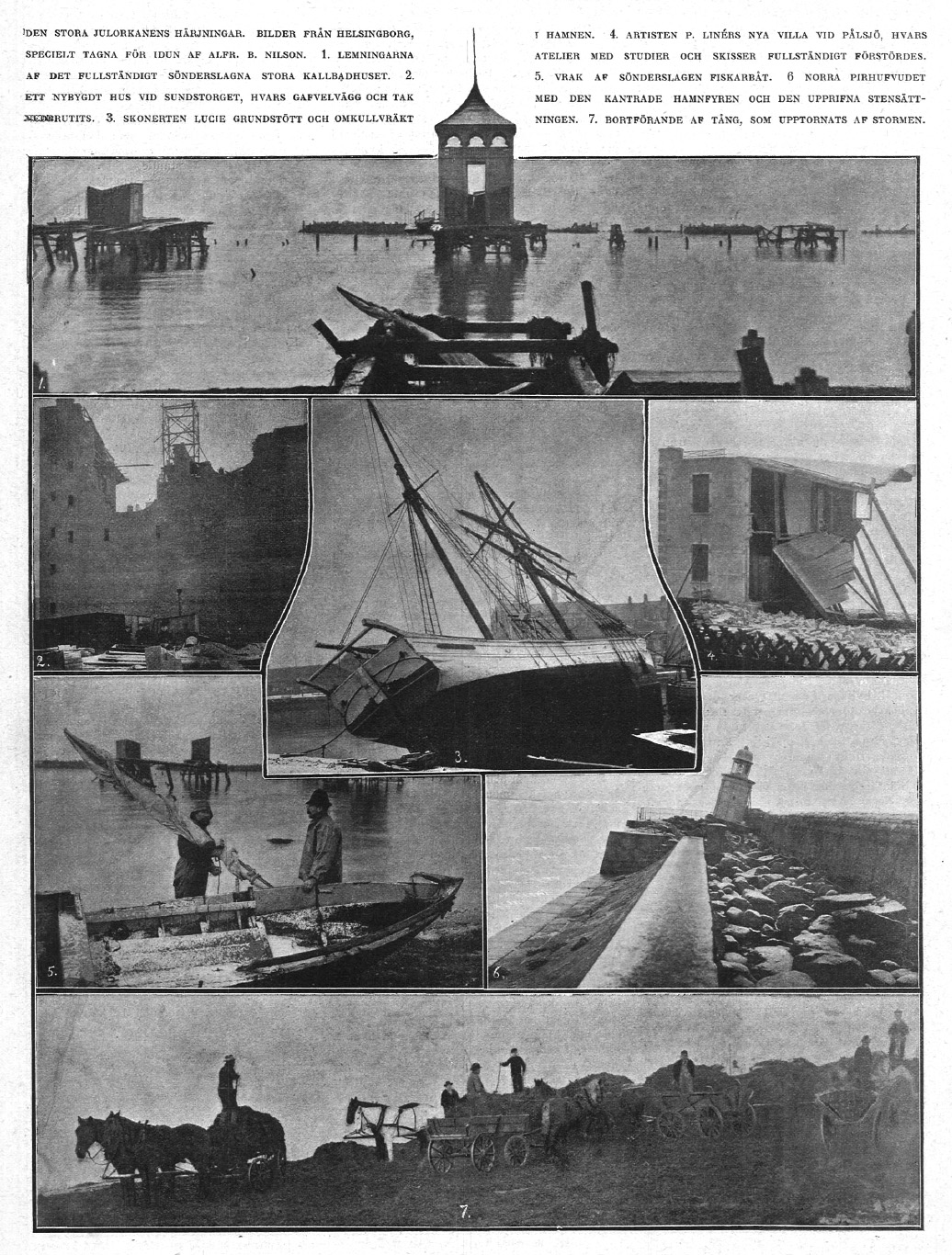
Weihnachtsorkan 1902. Collage in der Zeitung Idun von den Verheerungen in Helsingborg

Der Weihnachtsorkan 1902 betraf Schonen, Teile des südlichen Kronobergs län und Schwedens Westküste. Es starben etwa 50 Fischer, während an Land nur wenige Menschen Schaden nahmen. Der geschätzte materielle Schaden belief sich auf einen Millionen-Betrag (SEK), nach dem Geldwert der damaligen Zeit. Unter anderem wurden in Malmö, Mölle, Sibbarp und Varberg die jeweiligen Seebäder zerstört. In Örgryte brach die Kirchturmspitze ab und stürzte auf die dortige Kirche.